# FA Trophy 2008/09
De FA Trophy 2008-09 was het 39ste seizoen van de FA Trophy. Het toernooi begon op 4 oktober 2008 met voorronde en eindigde met de finale op 9 mei 2009.

## Kalender
| Ronde                  | Data                      | Wedstrijden | Clubs   | Nieuwe clubs in deze ronde | Prijzengeld                          |
| ---------------------- | ------------------------- | ----------- | ------- | -------------------------- | ------------------------------------ |
| Voorronde              | 4 oktober 2008            | 51          | 263→212 | 102                        | £1,000                               |
| 1ste kwalificatieronde | 18 oktober 2008           | 72          | 212→140 | 93                         | £2,300                               |
| 2e kwalificatieronde   | 1 november 2008           | 36          | 140→104 | geen                       | £3,000                               |
| 3e kwalificatieronde   | 22 november 2008          | 40          | 104→64  | 44                         | £4,000                               |
| Eerste ronde           | 13 december 2008          | 32          | 64 → 32 | 24                         | £5,000                               |
| Tweede ronde           | 10 januari 2009           | 16          | 32 → 16 | geen                       | £6,000                               |
| Derde ronde            | 31 januari 2009           | 8           | 16 → 8  | geen                       | £7,000                               |
| Vierde ronde           | 21 februari 2009          | 4           | 8 → 4   | geen                       | £8,000                               |
| Halve finale           | 14 maart en 21 maart 2009 | 2           | 4 → 2   | geen                       | £16,000                              |
| Finale                 | 10 mei 2009               | 1           | 2 → 1   | geen                       | Winnaar: £50,000; Verliezer: £25,000 |

## Eerste ronde
| #                                           | Thuis                  | Score | Bezoekers           | Toeschouwers |
| ------------------------------------------- | ---------------------- | ----- | ------------------- | ------------ |
| 1                                           | Altrincham             | 1-4   | Southport           | 609          |
| 2                                           | Durham City            | 2-0   | Harrogate Town      | 232          |
| 3                                           | Northwich Victoria     | 0-2   | York City           | 393          |
| 4                                           | Wrexham                | 2-1   | Mansfield Town      | 1.559        |
| 5                                           | Hednesford Town        | 3-2   | Nantwich Town       | 264          |
| 6                                           | Burton Albion          | 1-1   | Farsley Celtic      | 923          |
| replay                                      | Farsley Celtic         | 2-2   | Burton Albion       | 262          |
| Burton Albion wint met 3-2 na strafschoppen |                        |       |                     |              |
| 7                                           | Ilkeston Town          | 3-2   | Ossett Town         | 205          |
| 8                                           | Barrow                 | 2-1   | Skelmersdale United | 743          |
| 9                                           | Alfreton Town          | 0-1   | Redditch United     | 192          |
| 10                                          | Kidderminster Harriers | 3-1   | Burscough           | 685          |
| 11                                          | Workington             | 4-3   | King's Lynn         | 240          |
| 12                                          | Stourbridge            | 1-6   | Stalybridge Celtic  | 148          |
| 13                                          | Boston United          | 1-2   | AFC Telford United  | 895          |
| 14                                          | Swindon Supermarine    | 1-0   | Eastbourne Borough  | 302          |
| 15                                          | Stevenage Borough      | 4-1   | St. Albans City     | 737          |
| 16                                          | Cambridge City         | 1-4   | Kettering Town      | 437          |

| #                                                | Thuis                  | Score | Bezoekers            | Toeschouwers |
| ------------------------------------------------ | ---------------------- | ----- | -------------------- | ------------ |
| 17                                               | AFC Sudbury            | 0-2   | Oxford United        | 434          |
| 18                                               | Bashley                | 2-2   | Tiverton Town        | 165          |
| replay                                           | Tiverton Town          | 2-1   | Bashley              | 436          |
| 19                                               | Welling United         | 2-0   | Weymouth             | 262          |
| 20                                               | Histon                 | 2-3   | Cambridge United     | 1.146        |
| 21                                               | Forest Green Rovers    | 5-1   | Hemel Hempstead Town | 509          |
| 22                                               | Bognor Regis Town      | 0-2   | Ebbsfleet United     | 299          |
| 23                                               | Farnborough            | 3-1   | Wingate & Finchley   | 304          |
| 24                                               | Uxbridge               | 2-1   | AFC Wimbledon        | 582          |
| 25                                               | Hayes & Yeading United | 2-0   | Grays Athletic       | 158          |
| 26                                               | Havant & Waterlooville | 3-1   | Bury Town            | 232          |
| 27                                               | Torquay United         | 2-0   | Bath City            | 1.176        |
| 28                                               | Woking                 | 1-2   | Salisbury City       | 506          |
| 29                                               | Basingstoke Town       | 3-1   | Brackley Town        | 221          |
| 30                                               | Newport County         | 1-1   | Rushden & Diamonds   | 633          |
| replay                                           | Rushden & Diamonds     | 1-1   | Newport County       | 421          |
| Rushden & Diamonds wint met 5-3 na strafschoppen |                        |       |                      |              |
| 31                                               | Chesham United         | 2-4   | Crawley Town         | 399          |
| 32                                               | Team Bath              | 1-2   | Lewes                | 206          |

## Tweede ronde
| #                                            | Thuis                  | Uitslag | Bezoekers              | Toeschouwers |
| -------------------------------------------- | ---------------------- | ------- | ---------------------- | ------------ |
| 1                                            | Lewes                  | 3-3     | Havant & Waterlooville | 258          |
| replay                                       | Havant & Waterlooville | 4-3     | Lewes                  | 302          |
| 2                                            | Ilkeston Town          | 3-5     | Kidderminster Harriers | 401          |
| 3                                            | Burton Albion          | 3-0     | Salisbury City         | 1.472        |
| 4                                            | Basingstoke Town       | 1-2     | Wrexham                | 597          |
| 5                                            | Hednesford Town        | 4-3     | Welling United         | 346          |
| 6                                            | Forest Green Rovers    | 5-0     | Redditch United        | 441          |
| 7                                            | Tiverton Town          | 1-1     | Kettering Town         | 604          |
| replay                                       | Kettering Town         | 1-1     | Tiverton Town          | 816          |
| Kettering Town wint met 4-2 na strafschoppen |                        |         |                        |              |

| #      | Thuis              | Uitslag | Bezoekers              | Toeschouwers |
| ------ | ------------------ | ------- | ---------------------- | ------------ |
| 8      | Durham City        | 1-1     | Southport              | 387          |
| replay | Southport          | 3-1     | Durham City            | 553          |
| 9      | AFC Telford United | 4-0     | Hayes & Yeading United | 986          |
| 10     | Farnborough        | 0-2     | Stevenage Borough      | 705          |
| 11     | Torquay United     | 1-0     | Rushden & Diamonds     | 1.728        |
| 12     | Ebbsfleet United   | 2-1     | Stalybridge Celtic     | 467          |
| 13     | Barrow             | 0-3     | Workington             | 1.614        |
| 14     | Uxbridge           | 1-6     | Swindon Supermarine    | 203          |
| 15     | Oxford United      | 1-2     | York City              | 1.958        |
| 16     | Cambridge United   | 0-5     | Crawley Town           | 1.233        |

## Derde ronde
| #                               | Thuis                  | Uitslag | Bezoekers              | Toeschouwers |
| ------------------------------- | ---------------------- | ------- | ---------------------- | ------------ |
| 1                               | Kettering Town         | 0-1     | AFC Telford United     | 1.692        |
| 2                               | Kidderminster Harriers | 1-1     | York City              | 1.113        |
| replay                          | York City              | 1–1     | Kidderminster Harriers | 683          |
| York City wint met 13-12 na pen |                        |         |                        |              |
| 3                               | Workington             | 1-3     | Wrexham                | 1.029        |

| # | Thuis                  | Uitslag | Bezoekers           | Toeschouwers |
| - | ---------------------- | ------- | ------------------- | ------------ |
| 4 | Forest Green Rovers    | 1-0     | Hednesford Town     | 768          |
| 5 | Ebbsfleet United       | 2-0     | Swindon Supermarine | 3.750        |
| 6 | Havant & Waterlooville | 2-0     | Crawley Town        | 413          |
| 7 | Southport              | 3-0     | Torquay United      | 980          |
| 8 | Stevenage Borough      | 4-0     | Burton Albion       | 1.296        |

## Vierde ronde
| #      | Thuis              | Uitslag | Bezoekers              | Toeschouwers |
| ------ | ------------------ | ------- | ---------------------- | ------------ |
| 1      | Wrexham            | 0–0     | Ebbsfleet United       | 3.021        |
| replay | Ebbsfleet United   | 3–1     | Wrexham                | 992          |
| 2      | Stevenage Borough  | 4–0     | Forest Green Rovers    | 1.349        |
| 3      | AFC Telford United | 2–2     | Southport              | 2.059        |
| replay | Southport          | 0–1     | AFC Telford United     |              |
| 4      | York City          | 2–0     | Havant & Waterlooville | 1.679        |

## Halve finale

### Heenduels
|                |                                   |       |                      |                                                  |
| 14 maart 15:00 | Stevenage Borough                 | 3 – 2 | Ebbsfleet United     | The Lamex Stadium, Stevenage Toeschouwers: 2.344 |
| 14 maart 15:00 | Morison 7' Boylan 32' Bridges 81' |       | Barrett 61' Long 72' | The Lamex Stadium, Stevenage Toeschouwers: 2.344 |

|                     |                    |                      |           |                                             |
| 14 maart 2009 15:00 | AFC Telford United | 0 – 2                | York City | New Bucks Head, Telford Toeschouwers: 2.792 |
| 14 maart 2009 15:00 |                    | Rusk 10' Purkiss 68' |           | New Bucks Head, Telford Toeschouwers: 2.792 |

### Returns
|                     |                  |              |                   |                                                  |
| 21 maart 2009 15:00 | Ebbsfleet United | 0 – 1        | Stevenage Borough | Stonebridge Road, Northfleet Toeschouwers: 3.008 |
| 21 maart 2009 15:00 |                  | Vincenti 90' |                   | Stonebridge Road, Northfleet Toeschouwers: 3.008 |

|                     |                        |       |                    |                                           |
| 21 maart 2009 15:00 | York City              | 2 – 1 | AFC Telford United | KitKat Crescent, York Toeschouwers: 3.512 |
| 21 maart 2009 15:00 | Brodie 17' McBreen 62' |       | Brown 86'          | KitKat Crescent, York Toeschouwers: 3.512 |

## Finale
|                  |                        |        |           |                                                                            |
| 9 mei 2009 14:00 | Stevenage Borough      | 2 – 0  | York City | Wembley Stadium, Londen Toeschouwers: 27.102 Scheidsrechter: Michael Jones |
| 9 mei 2009 14:00 | Morison 69' Boylan 90' | Report |           | Wembley Stadium, Londen Toeschouwers: 27.102 Scheidsrechter: Michael Jones |